# День работника атомной промышленности

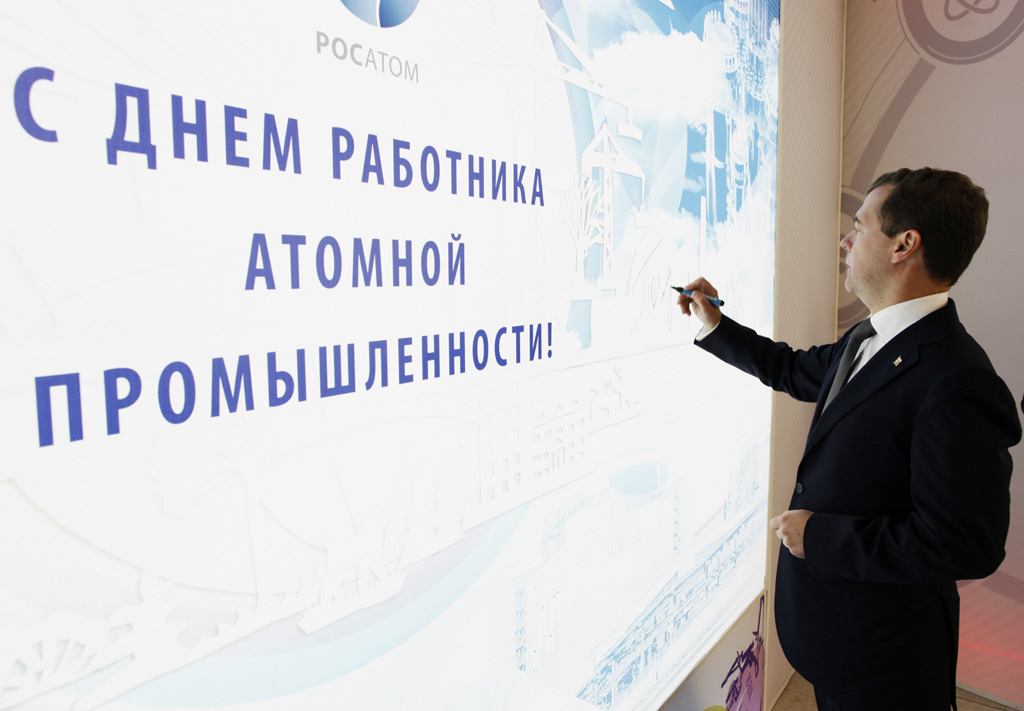

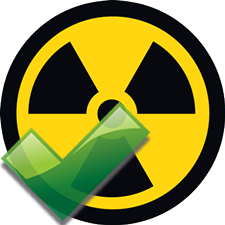

День работника атомной промышленности — профессиональный праздник всех работников атомной промышленности Российской Федерации. Отмечается ежегодно 28 сентября.

## История праздника
«День работников атомной промышленности» учреждён Указом президента Российской Федерации В. В. Путина за номером 633 от 3 июня 2005 года «О дне работника атомной промышленности». В этом указе сказано: 

Установить профессиональный праздник — День работника атомной промышленности и отмечать его 28 сентября.

Дата для проведения этого праздника была выбрана не случайно. В этот день, 28 сентября 1942 года Государственный комитет обороны СССР выпустил распоряжение «Об организации работ по урану». В частности в нём говорилось:

Обязать Академию наук СССР возобновить работы по исследованию осуществимости использования атомной энергии путём расщепления ядра урана и представить Государственному комитету обороны к 1 апреля 1943 года доклад о возможности создания урановой бомбы или уранового топлива).

Для этой цели распоряжением предписывалось:

а) организовать при Академии наук специальную лабораторию атомного ядра … в) к 1 апреля 1943 года произвести в лаборатории атомного ядра исследования осуществимости расщепления ядер урана-235. … передать к 1 ноября 1942 года Академии наук СССР один грамм радия для приготовления постоянного источника нейтронов и 30 граммов платины для изготовления лабораторной установки центрифуги.

Таким образом, 28 сентября можно по праву назвать днём рождения атомной энергетики в СССР и России.